# Ypthima kosong
Ypthima kosong är en fjärilsart som beskrevs av Cowan 1956. Ypthima kosong ingår i släktet Ypthima och familjen praktfjärilar. Inga underarter finns listade i Catalogue of Life.